# Jimmy Bower
Jimmy Bower, född 1968, är en amerikansk hårdrocksgitarrist och trummis. Han har spelat med en rad band, bland annat Eyehategod, Crowbar, Down, Corrosion of Conformity och Superjoint Ritual.

## Diskografi (urval)
Med Eyehategod
- 1992 – In the Name of Suffering
- 1993 – Take as Needed for Pain
- 1996 – Dopesick
- 1997 – In These Black Days: Vol.1 (delad album med Anal Cunt)
- 2000 – Southern Discomfort (samlingsalbum)
- 2001 – 10 Years of Abuse (and Still Broke) (livealbum)
- 2005 – Preaching the "End-Time" Message (samlingsalbum)
- 2014 – Eyehategod

Med Down
- 1995 – NOLA
- 2002 – Down II: A Bustle in Your Hedgerow
- 2007 – Down III: Over the Under
- 2012 – Down IV – Part I (EP)
- 2014 – Down IV – Part II (EP)

Med Crowbar
- 1996 – Broken Glass
- 1998 – Odd Fellows Rest

Med Clearlight (aka The Mystick Krewe of Clearlight)
- 2000 – The Mystick Krewe of Clearlight

Med Corrosion of Conformity
- 2001 – Live Volume (livealbum)

Med Superjoint Ritual
- 2003 – A Lethal Dose of American Hatred